# Vyšný Kručov
Vyšný Kručov este o comună slovacă, aflată în districtul Bardejov din regiunea Prešov. Localitatea se află la altitudinea de 200 m deasupra n.m., se întinde pe o suprafață de 3,96 km2 și în 2017 număra 149 de locuitori.

## Istoric
Localitatea Vyšný Kručov este atestată documentar din 1438.

## Demografie
| An:                | 1994 | 2004   | 2014 | 2024   |
| ------------------ | ---- | ------ | ---- | ------ |
| Număr de persoane: | 153  | 151    | 151  | 150    |
| Diferență:         |      | −1,30% | +0%  | −0,66% |

| An:                | 2023 | 2024   |
| ------------------ | ---- | ------ |
| Număr de persoane: | 153  | 150    |
| Diferență:         |      | −1,96% |